# Calcio Catania 1995-1996
Questa pagina raccoglie i dati riguardanti il Calcio Catania nelle competizioni ufficiali della stagione 1995-1996.

## Stagione
Nella stagione 1995-96 il Catania, dopo due stagioni trascorse tra i dilettanti, ritorna tra i professionisti e disputa il girone C del campionato di Serie C2, con 48 punti ottiene l'ottavo posto in classifica. La sconfitta più grave della stagione è però l'improvvisa scomparsa a 69 anni del presidente Angelo Massimino, una tragedia più devastante di qualsiasi sconfitta sul campo. Il beffardo destino del Cavaliere si compie in uno schianto sull'autostrada Palermo-Catania il 4 marzo 1996 alle ore 14,30. Sono 5000 i catanesi che partecipano commossi ai funerali. Il campionato è iniziato con Lamberto Leonardi allenatore nelle prime due giornate, sostituito da Aldo Cerantola per altre due giornate, poi Mario Russo ha portato a termine il torneo. In agosto nell'avvio della stagione in Coppa Italia di Serie C c'è la cocente eliminazione per mano dell'Atletico Catania di Franco Proto, società che da un anno si è trasferita da Lentini nel capoluogo etneo, gli atletisti si impongono nel doppio confronto ad eliminazione diretta.

## Rosa
| N. |                   | Ruolo | Calciatore           |
| -- | ----------------- | ----- | -------------------- |
|    | Italia (bandiera) | P     | Vincenzo Di Muro     |
|    | Italia (bandiera) | P     | Patrizio Fimiani     |
|    | Italia (bandiera) | P     | Ruggero Speranza     |
|    | Italia (bandiera) | D     | Alessandro Cicchetti |
|    | Italia (bandiera) | D     | Gennaro Grillo       |
|    | Italia (bandiera) | D     | Vincenzo Del Vecchio |
|    | Italia (bandiera) | D     | Massimo Drago        |
|    | Italia (bandiera) | D     | Angelo Sciuto        |
|    | Italia (bandiera) | D     | José Sparti          |
|    | Italia (bandiera) | D     | Fabio Ercoli         |
|    | Italia (bandiera) | C     | Andrea Mazzaferro    |
|    | Italia (bandiera) | C     | Gianni Migliorini    |

| N. |                   | Ruolo | Calciatore          |
| -- | ----------------- | ----- | ------------------- |
|    | Italia (bandiera) | C     | Giuseppe Sampino    |
|    | Italia (bandiera) | C     | Maurizio Anastasi   |
|    | Italia (bandiera) | C     | Gennaro Torlo       |
|    | Italia (bandiera) | C     | Antonino Barraco    |
|    | Italia (bandiera) | C     | Rocco Massimo Macrì |
|    | Italia (bandiera) | C     | Pasquale Marino     |
|    | Italia (bandiera) | C     | Maurizio Pellegrino |
|    | Italia (bandiera) | A     | Tommaso De Carolis  |
|    | Italia (bandiera) | A     | Domenico Crisafulli |
|    | Italia (bandiera) | A     | Lorenzo Intrieri    |
|    | Italia (bandiera) | A     | Tiziano D'Isidoro   |
|    | Italia (bandiera) | A     | Nino Naccari        |

## Risultati

### Campionato

#### Girone di andata
| Arbitro: | Pascariello (Lecce) |

|                            |           |               |
| Barraco 48’ De Carolis 65’ | Marcatori | 6’ Passiatore |

| Arbitro: | Cossero (Udine) |

|                                            |           |                |
| Martinetti 15’ Balducci 34’ Manfredini 60’ | Marcatori | 48’ De Carolis |

| Arbitro: | Guiducci (Arezzo) |

|                         |           |               |
| Canistro 80’ Simone 84’ | Marcatori | 26’ D'Isidoro |

| Arbitro: | Pizzini (Verona) |

|             |           |                           |
| Intrieri 8’ | Marcatori | 29’ (rig.), 59’ Pierleoni |

| Arbitro: | Apricena (Firenze) |

|  |           |             |
|  | Marcatori | 82’ Naccari |

| Arbitro: | Vendramin (Castelfranco Veneto) |

|                  |           |  |
| Naccari 49’, 72’ | Marcatori |  |

| Arbitro: | Innocente (Udine) |

|               |           |  |
| De Amicis 86’ | Marcatori |  |

| Arbitro: | Mariani (Perugia) |

|                           |           |            |
| Naccari 8’ Pellegrino 46’ | Marcatori | 88’ Spilli |

| Arbitro: | Capozzi (Vicenza) |

|                                           |           |             |
| Paris 37’ Gentilini 54’ Cordelli 77’, 87’ | Marcatori | 89’ Naccari |

| Arbitro: | Lion (Padova) |

|               |           |                                                  |
| D'Isidoro 32’ | Marcatori | 30’ (aut.) Mazzaferro 41’ Legati 63’, 83’ Pelosi |

| Arbitro: | Baglioni (Prato) |

|                                         |           |                           |
| Intrieri 11’ Naccari 63’ Mazzaferro 88’ | Marcatori | 12’ Aruta 90’ De Gregorio |

| Arbitro: | D'Agostini (Frosinone) |

|                         |           |                                  |
| Zian 52’ Falaguerra 74’ | Marcatori | 44’ (aut.) Tagliente 64’ Barraco |

| Arbitro: | Bianchi (Prato) |

|                           |           |              |
| Naccari 45’ D'Isidoro 60’ | Marcatori | 90’ Ferrieri |

| Arbitro: | Malatesta (Terni) |

|                                         |           |  |
| Di Vincenzo 12’, 37’ (rig.) Ruffini 84’ | Marcatori |  |

| Arbitro: | Cicoianni (Ascoli Piceno) |

|                                 |           |  |
| Intrieri 54’, 58’ D'Isidoro 90’ | Marcatori |  |

| Arbitro: | Tripaldi (Potenza) |

|                         |           |             |
| Galeano 75’ Di Baia 84’ | Marcatori | 40’ Naccari |

| Arbitro: | Urbano (Carbonia) |

|                       |           |             |
| Grillo 37’ Marino 90’ | Marcatori | 79’ Rogazzo |

#### Girone di ritorno
| Battipaglia 14 gennaio 1996 18ª giornata | Battipagliese         | 0 – 0 | Catania | Stadio Luigi Pastena\| Arbitro: \| Linfatici (Viareggio) \| |
| Arbitro:                                 | Linfatici (Viareggio) |       |         |                                                             |

| Catania 21 gennaio 1996 19ª giornata | Catania         | 0 – 0 | Viterbese | Stadio Cibali\| Arbitro: \| Sorte (Bergamo) \| |
| Arbitro:                             | Sorte (Bergamo) |       |           |                                                |

| Arbitro: | Pin (Conegliano) |

|                                  |           |  |
| D'Isidoro 51’ (rig.) Naccari 86’ | Marcatori |  |

| Arbitro: | Zaltron (Bassano del Grappa) |

|                           |           |  |
| Grasso 45’ Naccarella 52’ | Marcatori |  |

| Arbitro: | Fausti (Milano) |

|            |           |                |
| Grillo 81’ | Marcatori | 66’, 73’ Sorce |

| Arbitro: | Ferrarini (Parma) |

|              |           |  |
| De Sanzo 83’ | Marcatori |  |

| Catania 25 febbraio 1996 24ª giornata | Catania             | 0 – 0 | Teramo | Stadio Cibali\| Arbitro: \| Manganelli (Milano) \| |
| Arbitro:                              | Manganelli (Milano) |       |        |                                                    |

| Arbitro: | Alban (Bassano del Grappa) |

|                              |           |            |
| Della Bona 57’ D'Onofrio 70’ | Marcatori | 90’ Grillo |

| Arbitro: | Cicoianni (Ascoli Piceno) |

|                            |           |  |
| Grillo 23’ Del Vecchio 25’ | Marcatori |  |

| Arbitro: | Soffritti (Ferrara) |

|  |           |               |
|  | Marcatori | 90’ D'Isidoro |

| Arbitro: | Rosetti (Torino) |

|                                 |           |                                 |
| Cipriani 38’ (rig.) Triuzzi 85’ | Marcatori | 47’ (rig.) D'Isidoro 90’ Grillo |

| Arbitro: | Borelli (Roma) |

|             |           |                |
| Naccari 31’ | Marcatori | 57’ Falaguerra |

| Arbitro: | Rotondi (Piombino) |

|  |           |                                        |
|  | Marcatori | 24’ D'Isidoro 75’ Ercoli 82’ Cicchetti |

| Arbitro: | Sirotti (Forlì) |

|              |           |                             |
| D'Isidoro 3’ | Marcatori | 61’ Acmpora 80’ Di Vincenzo |

| Arbitro: | Linfatici (Viareggio) |

|  |           |            |
|  | Marcatori | 28’ Marino |

| Arbitro: | Bianchi (Prato) |

|            |           |  |
| Marino 32’ | Marcatori |  |

| Arbitro: | Paparesta (Bari) |

|           |           |  |
| Ricci 85’ | Marcatori |  |

### Coppa Italia Serie C
| Arbitro: | Nucini (Bergamo) |

|  |           |                                          |
|  | Marcatori | 78’ Infantino 81’ De Sensi 85’ Gianguzzo |

| Arbitro: | Strazzera (Trapani) |

|              |           |             |
| Sorbello 89’ | Marcatori | 75’ Barraco |

## Statistiche

### Statistiche di squadra
| Competizione         | Punti | In casa | In casa | In casa | In casa | In casa | In casa | In trasferta | In trasferta | In trasferta | In trasferta | In trasferta | In trasferta | Totale | Totale | Totale | Totale | Totale | Totale | DR |
| Competizione         | Punti | G       | V       | N       | P       | Gf      | Gs      | G            | V            | N            | P            | Gf           | Gs           | G      | V      | N      | P      | Gf     | Gs     | DR |
| -------------------- | ----- | ------- | ------- | ------- | ------- | ------- | ------- | ------------ | ------------ | ------------ | ------------ | ------------ | ------------ | ------ | ------ | ------ | ------ | ------ | ------ | -- |
| Serie C2             | 48    | 17      | -       | -       | -       | -       | -       | 17           | -            | -            | -            | -            | -            | 34     | 14     | 6      | 14     | 41     | 42     | -1 |
| Coppa Italia Serie C | -     | 1       | 0       | 0       | 1       | 0       | 3       | 1            | 0            | 1            | 0            | 1            | 1            | 2      | 0      | 1      | 1      | 1      | 4      | -3 |
| Totale               | -     | 18      | -       | -       | -       | -       | -       | 18           | -            | -            | -            | -            | -            | 36     | 14     | 7      | 15     | 42     | 46     | -4 |